# Xiaomanyc

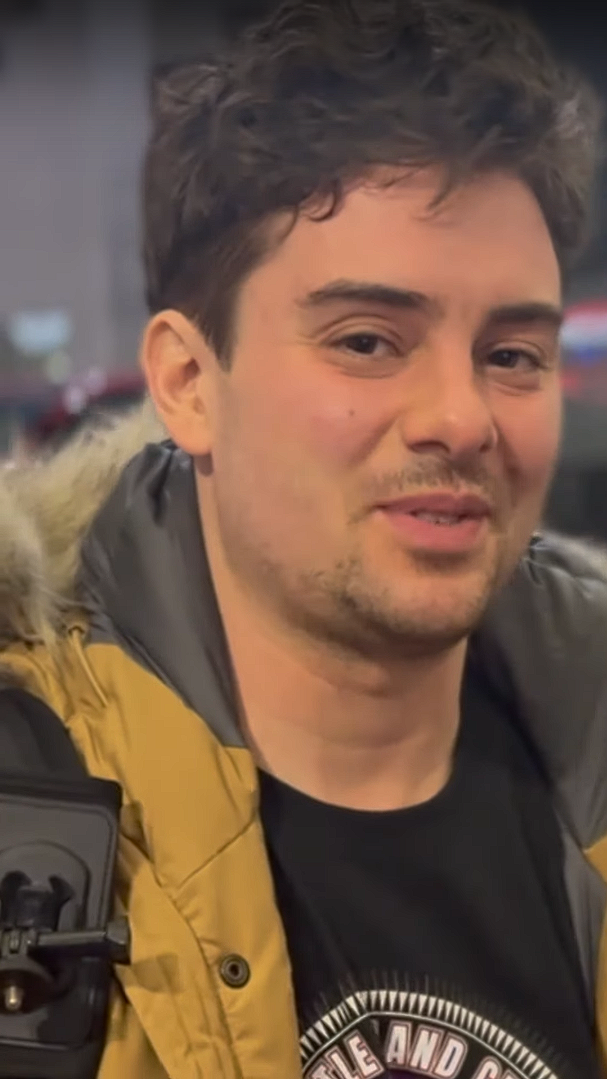
Xiaomanyc, 2024

Xiaomanyc (* 20. Juli 1990 in Queens, New York; bürgerlich Arieh Smith) oder einfach auch als Xiaoma, (chinesisch: 小马在纽约, Pinyin Xiǎomǎ zài Niǔyuē – übersetzt „Kleines Pferd in New York City“) ist ein amerikanischer YouTuber und Polyglott, der vor allem durch seine Videos an Bekanntheit gewann, in denen er mit Menschen aus verschiedenen Kulturen verschiedene Sprachen sprach. The New York Times bezeichnete ihn als einen der beliebtesten polyglotten YouTuber. In Nachrichten-Websites wie The Independent, The Indian Express und The Daily Dot. wurde ebenfalls über seine Videos berichtet.

## Leben und Karriere
Arieh Smith stammt aus New York City und wuchs ausschließlich mit Englisch auf. Nach dem Abschluss der High School besuchte Smith im Sommer vor dem Beginn seines Studiums an der University of Chicago einen Grundkurs in Mandarin-Chinesisch. Während seiner Studienzeit erhielt Smith ein Stipendium für einen einjährigen Studienaufenthalt in Peking (China), wo er sich intensiver mit der chinesischen Sprache beschäftigte. Smith erlernte schließlich weitere Sprachen mit seiner eigenen Methode, indem er Übersetzungen von Redewendungen auswendig lernt.
Smith erlangte auf YouTube Popularität aufgrund seiner Fähigkeit, Mandarin-Chinesisch auf nahezu muttersprachlichem Niveau zu sprechen. Darüber hinaus beherrscht er Französisch, Spanisch, Jiddisch, Yoruba, Telugu, Navajo und verschiedene chinesische Dialekte auf grundlegendem Konversationsniveau.
In seinen Videos begegnet Smith Menschen aus verschiedenen Kulturen, spricht mit ihnen in ihrer jeweiligen Muttersprache und zeichnet ihre Reaktionen auf. Ein Video, in dem er und der mehrsprachige YouTuber Frankie Light durch New York City reisen und dabei Mandarin sprechen, erreichte 4,2 Millionen Aufrufe.
Im November 2022 interviewte Smith den US-Außenminister Antony Blinken, während dieser sich für die Konferenz APEC Thailand 2022 in Bangkok (Thailand) befand.